# 福知山市児童科学館
福知山市児童科学館（ふくちやましじどうかがくかん）は、昭和60年(1985)に創立された、京都府福知山市にある科学館である。三段池公園内に位置し、子どもたちが科学への興味関心を深め、疑似体験学習が可能な場として親しまれている。将来を担う子どもたちが自発的に科学を学習できる科学館であり、プラネタリウムをはじめ、様々な展示や体験コーナーがある。全国科学館連携協議会、全国プラネタリウム協議会（JPA）の会員である。

## 沿革
1985年7月10日に開館。その後2001年にリニューアルオープンした。

## 施設情報
（この節の出典：）
- 開館時間：午前9時～午後5時まで（入館は午後4時半まで）

- 休館日：毎週水曜日（祝日の場合はその翌日）、 12月28日～1月1日

## 展示内容
（この節の出典：） 

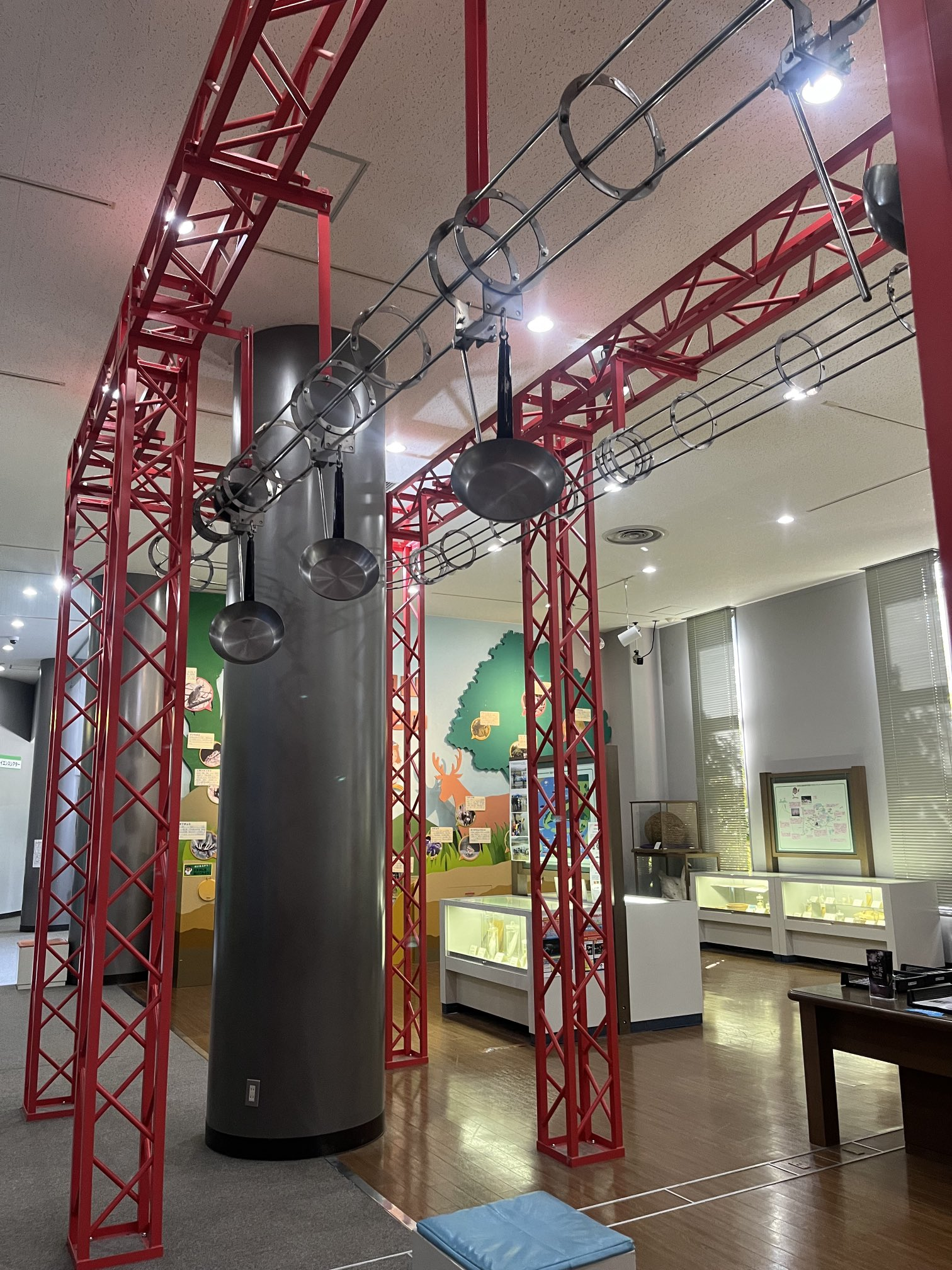
福知山市立児童科学館ボールコースター

1F…サイエンスシアター・感覚の広場・福知山広場・力のダイナミックタワー・科学の広場・イベント広場
2F…情報の広場・宇宙と地球の広場・キッズ広場・力のダイナミックタワー・プラネタリウム
プラネタリウムは、全天周デジタル映像システムを使用している。

## アクセス
車では、京都から1時間30分、大阪から1時間40分、駐車場が三段池公園内に設置してある。
電車では、京都駅から、きのさきを利用して1時間10分、大阪駅からはこうのとりを使用して1時間30分。
福知山駅から日本交通株式会社三段池公園線「三段池公園」下車。